# Bonawentura Niemojowski
Bonawentura Niemojowski herbu Wieruszowa (Bonawentura Wierusz-Niemojowski; ur. 4 września 1787 w Słupi, zm. 15 czerwca 1835 w Vanves) – polski prawnik, polityk, poseł województwa kaliskiego na Sejm Królestwa Polskiego i przywódca opozycji sejmowej kaliszan, w czasie powstania listopadowego (1830–1831) ostatni prezes Rządu Narodowego, następnie prezes Komitetu Tymczasowego Emigracji Polskiej w Paryżu (1831), publicysta; brat Wincentego, dziad Wacława.
Bonawentura Niemojowski był jednym z przywódców opozycji sejmowej w 1820. Razem z bratem Wincentym próbował przenieść na grunt polski doktrynę liberalizmu. W Sejmie był jednym z przywódców kaliszan, liberałów prowadzących politykę legalnej opozycji. Po wystąpieniu liberałów z żądaniem ustanowienia sądów przysięgłych król Aleksander I Romanow na pięć lat zawiesił zwoływanie obrad Sejmu (1820–1825).

## Życiorys
Bonawentura Niemojowski był synem Feliksa Niemojowskiego i Anieli z Walknowskich. Gdy skończył szkoły w kraju, razem z bratem udał się na studia prawnicze na uniwersytetach zachodnioeuropejskich. Po powrocie z zagranicy osiadł w Marchwaczu pod Kaliszem.
Swoją działalność polityczną rozpoczął w 1820, gdy został wybrany na posła na Sejm z województwa kaliskiego. Wtedy wraz z bratem Wincentym stanął na czele legalnej opozycji sejmowej. Po wystąpieniu z grupą posłów kaliskich przeciw antykonspiracyjnym projektom rządowym został podstępnie usunięty z Sejmu, a także na kilkanaście miesięcy osadzony w areszcie domowym.
Korzystając z ogólnej amnestii (ułaskawienia), ogłoszonej z okazji koronacji Mikołaja I na króla Polski, podjął ponowne próby walki o prawa konstytucyjne. Na sejmiku w Warcie w 1829 roku przeforsował projekt protestu poselskiego przeciwko zniesieniu jawności obrad sejmowych. Obawiając się wystąpienia kaliszan na sejmie w 1830, senat na polecenia Mikołaja I unieważnił sejmik warcki, który wybrał Niemojowskiego na posła. Kaliszanie, zwani także opozycją kaliską, byli liberalnymi działaczami szlacheckimi z zachodnich terenów Królestwa Polskiego, głównie z województwa kaliskiego, działającymi w latach 1820–1831. Występowali w obronie konstytucji i swobód obywatelskich, dążyli do przeprowadzenia reform gospodarczych i społecznych.
Z chwilą wybuchu powstania listopadowego Bonawentura przybył do Warszawy, gdzie odegrał czołową rolę polityczną. Ponownie wszedł do sejmu i wraz z Wincentym stał się przywódcą partii kaliskiej. Był posłem z powiatu warciańskiego województwa kaliskiego na Sejm powstańczy (1830–1831). Jako poseł podpisał 25 stycznia 1831 roku akt detronizacji Mikołaja I Romanowa. Powołany w skład rządu rewolucyjnego pełnił kolejno funkcję ministra sprawiedliwości, ministra spraw wewnętrznych i policji, a następnie zastępcy prezesa w radzie ministrów.
Po usunięciu generała Jana Krukowieckiego, 8 września 1831 został powołany przez Sejm na prezesa Rządu Narodowego; rząd Bonawentury Niemojowskiego składał się w większości z „kaliszan”, reprezentujących stanowisko antykapitulacyjne i przeciwnych rokowaniom z nieprzyjacielem. Bezpośrednio po kapitulacji Warszawy przeniósł się wraz z członkami rządu, Sejmem i wojskiem do Modlina, gdzie czynił starania, aby kontynuować powstanie.
Po wypowiedzeniu się Rady Wojennej przeciwko dalszemu prowadzeniu walki w dniu 23 września Niemojowski złożył prezesurę. 5 października 1831 oddziały powstańcze pod dowództwem ostatniego wodza naczelnego powstania gen. Macieja Rybińskiego przekroczyły granicę Królestwa Polskiego i Królestwa Prus w okolicach wsi Jastrzębie, gdzie ogłosili kapitulację i złożyli broń. Armia liczyła jeszcze 19.871 ludzi, w tym 9 generałów, 89 oficerów sztabowych i 416 młodszych oficerów. Wraz z armią na emigrację udały się też władze powstańcze z ostatnim prezesem Rządu Narodowego na czele, członkowie sejmu i liczni politycy m.in. Joachim Lelewel, oraz znani poeci porucznik Wincenty Pol i Seweryn Goszczyński. Odchodząc na obczyznę świadczyli, że nie zrezygnują z podjętego celu. Po przekroczeniu granicy pruskiej na rzece Pissie żołnierze armii polskiej zostali internowani w obozach nad Drwęcą w okolicach zabudowań klasztoru franciszkanów w Brodnicy. Po krótkiej kwarantannie udał się na dalszą emigrację. Początkowo przebywał w Paryżu i brał udział w życiu emigracji. Po utworzeniu przez „kaliszan” 6 listopada 1831 Komitetu Tymczasowego Emigracji Polskiej objął w nim prezesurę, ale wkrótce po jego rozwiązaniu, zrażony do polityków emigracyjnych, przeniósł się do Brukseli, gdzie spędził ostatnie lata swojego życia. Był członkiem sejmu powstańczego na emigracji. 

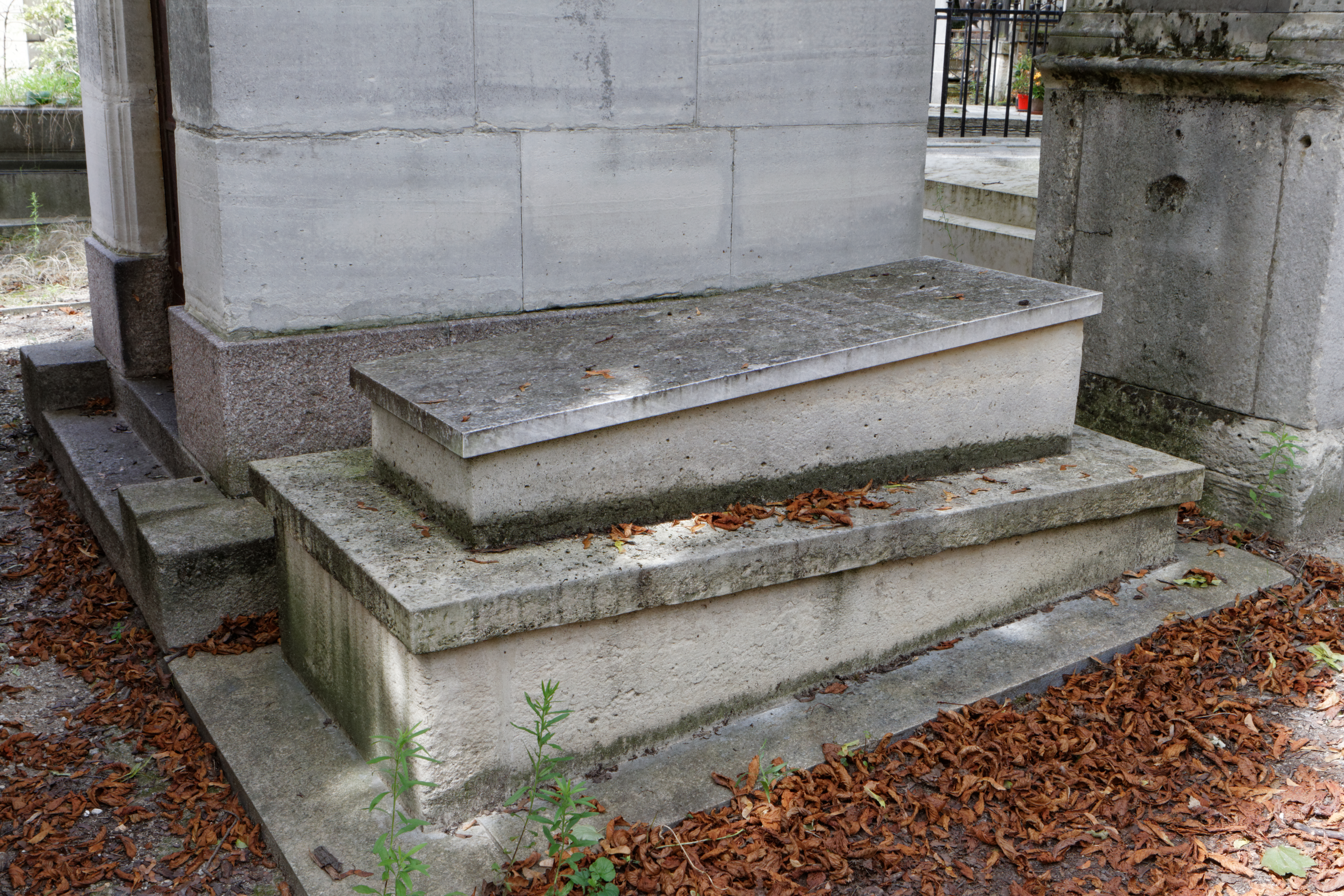
Grób Niemojowskiego na cmentarzu Père-Lachaise w Paryżu (2014)

W 1834 został skazany przez władze rosyjskie na ścięcie za udział w powstaniu listopadowym.
W 1821 ożenił się z Wiktorią Lubowidzką, z którą miał córkę Felicję i syna Kazimierza.
Zmarł w Vanves pod Paryżem 15 czerwca 1835, został pochowany na cmentarzu Père-Lachaise w Paryżu.
Był autorem szeregu dzieł politycznych i tłumaczeń, m.in. zbioru mów Głosy posła kaliskiego na sejmie Królestwa Polskiego 1818. Oprócz licznych artykułów zamieszczonych w prasie warszawskiej podczas powstania listopadowego ogłosił kilka prac politycznych za granicą:
- L’autocrate et la constitution du royaume de Pologne (Bruksela 1833),
- O ostatnich wypadkach rewolucji polskiej (Paryż 1833),
- Kilka słów do współrodaków z powodu fałszów przez J.B. Ostrowskiego w piśmie „Nowa Polska” (Paryż 1834).

Imię Braci Niemojowskich nosi ulica w Kaliszu, w dzielnicy Tyniec.